# Internationale Filmfestspiele von Cannes 2016
Die 69. Internationalen Filmfestspiele von Cannes fanden vom 11. bis 22. Mai 2016 statt. Sie standen zum dritten Mal unter der Leitung von Präsident Pierre Lescure, während Thierry Frémaux als Generaldelegierter für die künstlerische Leitung verantwortlich war.
Jurypräsident des Internationalen Wettbewerbs, in dem unter anderem die Goldene Palme für den besten Film des Festivals vergeben wird, war in diesem Jahr der australische Filmemacher George Miller. Mit dem Hauptpreis wurde das Sozialdrama Ich, Daniel Blake (I, Daniel Blake) des Briten Ken Loach ausgezeichnet, der damit zum zweiten Mal nach 2006 den Wettbewerb gewann.

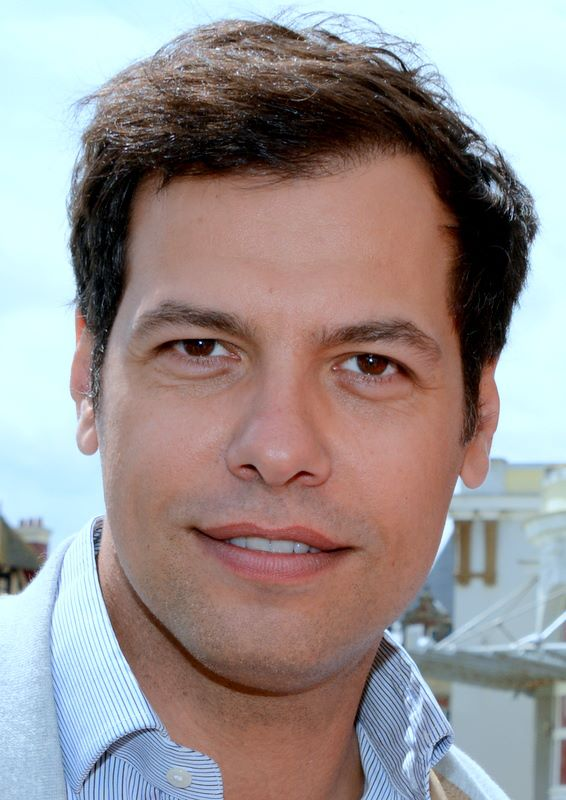
Moderator der Auftakt- und Abschlusszeremonie: Laurent Lafitte

Als Moderator der Auftaktzeremonie und der abschließenden Preisgala wurde der französische Schauspieler Laurent Lafitte ausgewählt.
Eröffnet wurde das Filmfestival mit Woody Allens Café Society mit Kristen Stewart und Jesse Eisenberg in den Hauptrollen, der außerhalb des Wettbewerbs gezeigt wurde. Allen hatte bereits 2002 mit Hollywood Ending und 2011 mit Midnight in Paris die Filmfestspiele eröffnet. Seit Manhattan (1979) war Café Society der 14. Film, den der Regisseur außerhalb des Wettbewerbs in Cannes zeigen ließ.
In den offiziellen Sektionen, darunter der Internationale Wettbewerb, wurde das endgültige Programm offiziell am 14. April 2016 vorgestellt. Um die Goldene Palme konkurrierte u. a. die Tragikomödie Toni Erdmann von Maren Ade. Es war der erste Beitrag eines deutschen Filmemachers seit Wim Wenders Palermo Shooting im Jahr 2008. Weiterhin wurden von Thierry Frémaux erstmals fünf Filmproduktionen von den Amazon Studios eingeladen, darunter neben Woody Allens Film auch die neuesten Werke von Jim Jarmusch und Nicolas Winding Refn, jedoch keine Filme vom konkurrierenden Streamingdienst Netflix. Amazon hatte für die Filme reguläre Kinopremieren zugesichert, keine Streamingpremieren.

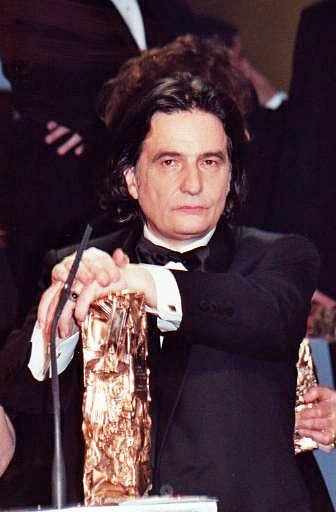
Ehrenpreisträger der Filmfestspiele 2016: Jean-Pierre Léaud

Bereits vorab als Gewinner fest stand der französische Schauspieler Jean-Pierre Léaud, dem die Goldene Palme als Ehrenpreis für sein Lebenswerk zuerkannt wurde. Léaud erhielt den Preis bei der Abschlusszeremonie am 22. Mai.
Aufgrund der Terroranschläge am 13. November 2015 in Paris und dem erklärten Ausnahmezustand in Frankreich wurden die Sicherheitsvorkehrungen für das Festival verstärkt, u. a. wurde der israelische Anti-Terror-Experte Nitzan Nuriel in die Vorbereitung miteingebunden. Durch die verschärften Protokolle mussten u. a. die Aufführungen von vier Filmen aus der Parallelsektion Quinzaine des realisateurs gestrichen werden.

## Festivalplakat
Das Festivalplakat wurde aus Standbildern aus dem Spielfilm Die Verachtung (1963) von Jean-Luc Godard kreiert. Es zeigt den französischen Schauspieler Michel Piccoli in der Rolle des Drehbuchautors Paul Javal, wie er die Stufen zur Villa Malaparte auf der Insel Capri hinaufsteigt. Die Stufen sollen eine Art Aufstieg zum unendlichen Horizont einer Filmleinwand darstellen.

## Offizielle Auswahl

### Internationaler Wettbewerb

#### Wettbewerbsjury

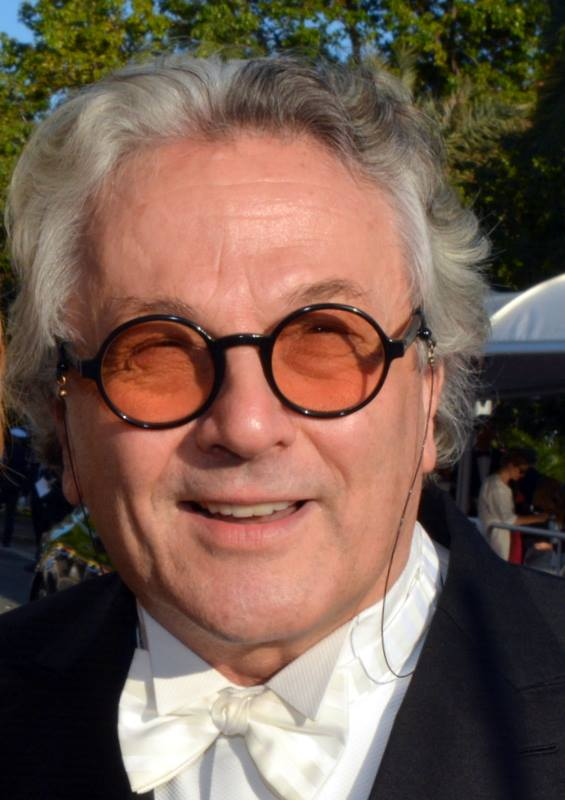
George Miller beim Filmfestival von Cannes 2016

Als Nachfolger der letztjährigen Jurypräsidenten Ethan und Joel Coen wurde Anfang Februar 2016 der australische Regisseur, Drehbuchautor und Filmproduzent George Miller präsentiert. Miller hatte beim Filmfestival in Cannes 2015 außerhalb der Konkurrenz den vierten Teil seiner apokalyptischen Endzeitvision Mad Max: Fury Road vorgestellt, die bei der Oscarverleihung 2016 die meisten Preise gewinnen sollte. Er hatte in der Vergangenheit bereits zweimal als Jurymitglied die Goldene Palme mitvergeben – 1988 unter Vorsitz des italienischen Regisseurs Ettore Scola (Hauptpreis: Pelle, der Eroberer) und 1999 unter Vorsitz des kanadischen Regisseurs David Cronenberg (Hauptpreis: Rosetta).
Dem Jurypräsidenten standen bei der Vergabe der Festivalpreise mehrere Jurymitglieder zur Seite, die am 27. April 2016 benannt wurden:
- Arnaud Desplechin, französischer Regisseur und Drehbuchautor (fünfmaliger Teilnehmer am Wettbewerb um die Goldene Palme)
- Kirsten Dunst, US-amerikanische Schauspielerin (Darstellerpreis in Cannes 2011)
- Valeria Golino, italienische Schauspielerin, Regisseurin, Drehbuchautorin und Produzentin
- Mads Mikkelsen, dänischer Schauspieler (Darstellerpreis in Cannes 2012)
- László Nemes, ungarischer Regisseur und Drehbuchautor (Großer Preis der Jury 2015)
- Vanessa Paradis, französische Schauspielerin
- Katayoon Shahabi, iranische Filmproduzentin
- Donald Sutherland, kanadischer Schauspieler

#### Spielfilme
Eine Übersicht über die 21 Spielfilmproduktionen, die um die Goldene Palme konkurrierten:
| Film                                                        | Regie                             | Land                                                                | Darsteller (Auswahl)                                      |
| ----------------------------------------------------------- | --------------------------------- | ------------------------------------------------------------------- | --------------------------------------------------------- |
| American Honey                                              | Andrea Arnold                     | Vereinigte Staaten, Vereinigtes Königreich                          | Sasha Lane, Shia LaBeouf, Arielle Holmes                  |
| Aquarius                                                    | Kleber Mendonça Filho             | Brasilien                                                           | Sônia Braga, Humberto Carrão, Irandhir Santos             |
| Bacalaureat                                                 | Cristian Mungiu                   | Rumänien, Frankreich, Belgien                                       | Vlad Ivanov, Maria Dragus, Ioachim Ciobanu                |
| Einfach das Ende der Welt (Juste la fin du monde)           | Xavier Dolan                      | Kanada, Frankreich                                                  | Marion Cotillard, Gaspard Ulliel, Léa Seydoux             |
| Elle                                                        | Paul Verhoeven                    | Frankreich, Deutschland                                             | Isabelle Huppert, Laurent Lafitte, Virginie Efira         |
| Die feine Gesellschaft (Ma loute)                           | Bruno Dumont                      | Frankreich                                                          | Fabrice Luchini, Juliette Binoche, Valeria Bruni Tedeschi |
| Die Frau im Mond – Erinnerung an die Liebe (Mal de pierres) | Nicole Garcia                     | Frankreich                                                          | Victor Quilichini, Marion Cotillard, Alex Brendemühl      |
| The Salesman (Foruschande)                                  | Asghar Farhadi                    | Iran                                                                | Shahab Hosseini, Taraneh Alidousti, Babak Karimi          |
| Ich, Daniel Blake (I, Daniel Blake)                         | Ken Loach                         | Vereinigtes Königreich, Frankreich                                  | Dave Johns, Hayley Squires, Micky McGregor                |
| Julieta                                                     | Pedro Almodóvar                   | Spanien                                                             | Emma Suárez, Adriana Ugarte, Daniel Grao                  |
| The Last Face                                               | Sean Penn                         | Vereinigte Staaten                                                  | Charlize Theron, Javier Bardem, Adèle Exarchopoulos       |
| Loving                                                      | Jeff Nichols                      | Vereinigte Staaten                                                  | Joel Edgerton, Ruth Negga, Michael Shannon                |
| Ma’Rosa                                                     | Brillante Mendoza                 | Philippinen                                                         |                                                           |
| The Neon Demon                                              | Nicolas Winding Refn              | Vereinigte Staaten                                                  | Elle Fanning, Abbey Lee, Keanu Reeves                     |
| Paterson                                                    | Jim Jarmusch                      | Vereinigte Staaten                                                  | Adam Driver, Kara Hayward, Golshifteh Farahani            |
| Personal Shopper                                            | Olivier Assayas                   | Frankreich                                                          | Kristen Stewart, Sigrid Bouaziz, Lars Eidinger            |
| Haltung bewahren! (Rester vertical)                         | Alain Guiraudie                   | Frankreich                                                          | Damien Bonnard, India Hair, Basile Meilleurat             |
| Sieranevada                                                 | Cristi Puiu                       | Rumänien, Frankreich, Bosnien und Herzegowina, Kroatien, Mazedonien | Mimi Branescu, Bogdan Dumitrache                          |
| Die Taschendiebin (Agassi)                                  | Park Chan-wook                    | Südkorea                                                            | Kim Min-hee, Kim Tae-ri, Ha Jung-woo                      |
| Toni Erdmann                                                | Maren Ade                         | Deutschland, Österreich, Rumänien                                   | Peter Simonischek, Sandra Hüller, Lucy Russell            |
| Das unbekannte Mädchen (La fille inconnue)                  | Jean-Pierre Dardenne Luc Dardenne | Belgien, Frankreich                                                 | Adèle Haenel, Olivier Bonnaud, Louka Minnella             |

#### Außer Konkurrenz und Sonderaufführungen
Außer Konkurrenz wurden im Rahmen des offiziellen Programms folgende Filme vorgestellt:
- Disney’s The BFG – Regie: Steven Spielberg
- Café Society – Regie: Woody Allen (Eröffnungsfilm)
- Money Monster – Regie: Jodie Foster
- The Nice Guys – Regie: Shane Black
- The Wailing – Die Besessenen – Regie: Na Hong-jin

Mitternachtsaufführungen („Séances de minuit“)
- Blood Father – Regie: Jean-François Richet
- Train to Busan (Busan-haeng) – Regie: Yeon Sang-ho
- Gimme Danger – Regie: Jim Jarmusch

Sonderaufführungen („Séances Spéciales“)
- Le cancre – Regie: Paul Vecchiali
- Chouf – Regie: Karim Dridi
- Exil – Regie: Rithy Panh
- La Forêt de Quinconces – Regie: Grégoire Leprince-Ringuet
- Hissène Habré, une tragédie tchadienne (Hissène Habré, A Chadian Tragedy) – Regie: Mahamat-Saleh Haroun
- Hands of Stone – Regie: Jonathan Jakubowicz (zu Ehren Robert De Niros[11])
- La mort de Louis XIV (Last Days of Louis XIV) – Regie: Albert Serra
- L’ultima spiaggia (The Last Resort) – Regie: Thanos Anastopoulos und Davide Del Degan
- Wrong Elements – Regie: Jonathan Littell

### Un Certain Regard
In der Reihe Un Certain Regard (deutsch „Ein gewisser Blick“) werden vornehmlich Werke von weniger bekannten Filmemachern gezeigt, die mit einem mit 30.000 Euro dotierten Preis ausgezeichnet werden.
| Film                                                                 | Regie                          | Land                                      | Darsteller (Auswahl)                               |
| -------------------------------------------------------------------- | ------------------------------ | ----------------------------------------- | -------------------------------------------------- |
| Am Strang (Apprentice)                                               | Boo Junfeng                    | Singapur, Deutschland, Frankreich         | Gerald Chew, Wan Hanafi Su, Crispian Chan          |
| Caini (Dogs)                                                         | Bogdan Mirică                  | Frankreich, Rumänien, Belgien             | Dragos Bucur, Ghorghe Visu, Vlad Ivanov            |
| Captain Fantastic – Einmal Wildnis und zurück (Captain Fantastic)    | Matt Ross                      | Vereinigte Staaten                        | Viggo Mortensen, Frank Langella, George Mackay     |
| Die Tänzerin (The Dancer)                                            | Stéphanie Di Giusto            | Frankreich                                | Soko, Gaspard Ulliel, Mélanie Thierry              |
| Eshtebak (Clash)                                                     | Mohamed Diab                   | Frankreich, Ägypten                       |                                                    |
| Fuchi ni tatsu (Harmonium)                                           | Kōji Fukada                    | Japan                                     | Tadanobu Asano, Kanji Furutachi                    |
| Hell or High Water                                                   | David Mackenzie                | Vereinigtes Königreich                    | Jeff Bridges, Chris Pine, Ben Foster               |
| Der glücklichste Tag im Leben des Olli Mäki (Hymyilevä mies)         | Juho Kuosmanen                 | Finnland                                  | Eero Milonoff, Jarkko Lahti, Oona Airola           |
| La Larga Noche de Francisco Sanctis (Francisco Sanctis’s Long Night) | Francisco Márquez Andrea Testa | Argentinien, Spanien                      | Rafael Federman, Valeria Lois, Laura Paredes       |
| Me’Ever Laharim Vehagvaot (Beyond The Mountains and Hills)           | Eran Kolirin                   | Israel                                    |                                                    |
| Omor Shakhsiya (Personal Affairs)                                    | Maha Haj                       | Palästinensische Autonomiegebiete, Israel |                                                    |
| Pericle il Nero                                                      | Stefano Mordini                | Italien, Belgien                          | Riccardo Scamarcio, Nissim Renard, Marina Foïs     |
| La tortue rouge (Red Turtle)                                         | Michael Dudok de Wit           | Japan, Frankreich                         | Animationsfilm                                     |
| The Transfiguration                                                  | Michael O’Shea                 | Vereinigte Staaten                        | Larry Fessenden, Danny Flaherty, Lloyd Kaufman     |
| Uchenik (The Student)                                                | Kirill Serebrennikov           | Russland                                  | Wiktorija Issakowa, Pjotr Skworzow, Julija Aug     |
| Umi yori mo Mada Fukaku (After the Storm)                            | Hirokazu Koreeda               | Japan                                     | Hiroshi Abe, Kirin Kiki, Yoko Maki                 |
| Varoonegi (Inversion)                                                | Behnam Behzadi                 | Iran                                      | Sahar Dolatshahi, Ali Mosaffa, Shirin Yazdanbakhsh |
| Die Welt sehen (Voir du pays)                                        | Delphine Coulin Muriel Coulin  | Frankreich                                | Soko, Ariane Labed, Ginger Romàn                   |

### Kurzfilmwettbewerb

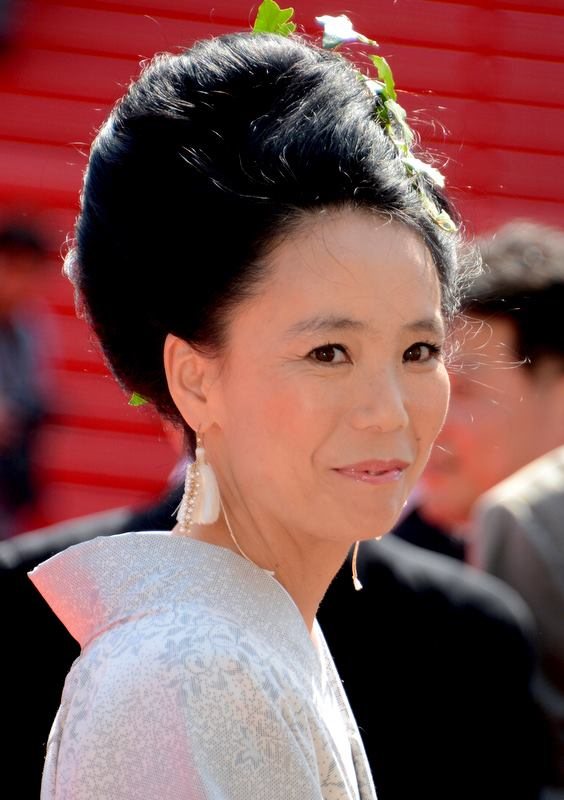
Naomi Kawase, Jurypräsidentin des Kurzfilmwettbewerbs und der Reihe Cinéfondation

Der Jury des Kurzfilmwettbewerbs stand die japanische Regisseurin und Drehbuchautorin Naomi Kawase vor. Kawase wurde viermal in den Internationalen Wettbewerb des Filmfestivals von Cannes eingeladen und erhielt 2007 für Mogari No Mori den Großen Preis der Jury zugesprochen. Bereits für ihr Spielfilmdebüt Moe no Suzaku (1996) hatte Kawase in Cannes als bis dahin jüngste Regisseurin die Caméra d’Or für das beste Erstlingswerk erhalten.
Der Jurypräsidenten standen bei der Vergabe der Festivalpreise folgende Jurymitglieder zur Seite:
- Marie-Josée Croze, kanadisch-französische Schauspielerin (Darstellerpreis in Cannes 2003)
- Jean-Marie Larrieu, französischer Regisseur und Drehbuchautor (Teilnehmer im Wettbewerb um die Goldene Palme 2005)
- Santiago Loza, argentinischer Regisseur, Dramatiker und Drehbuchautor (Teilnehmer in der Reihe Un Certain Regard 2010)
- Radu Muntean, rumänischer Regisseur und Drehbuchautor (zweimaliger Teilnehmer in der Reihe Un Certain Regard)

Insgesamt wurden 5008 Kurzfilme eingereicht, 458 mehr als im Jahr 2015. Davon kamen folgende zehn Kurzfilme in die offizielle Auswahl:
| Film                                                               | Regie                              | Land                   | Länge (in min) |
| ------------------------------------------------------------------ | ---------------------------------- | ---------------------- | -------------- |
| 4:15 pm sfârşitul lumii (4:15 P.M. The End of the World)           | Cătălin Rotaru Gabi Virginia Sarga | Rumänien               | 15’            |
| Après Suzanne                                                      | Félix Moati                        | Frankreich             | 15’            |
| Dreamlands                                                         | Sara Dunlop                        | Vereinigtes Königreich | 14’            |
| Fight on a Swedish Beach                                           | Simon Vahlne                       | Schweden               | 14’            |
| Imago                                                              | Raymund Gutierrez                  | Philippinen            | 15’            |
| La laine sur le dos                                                | Lotfi Achour                       | Tunesien, Frankreich   | 15’            |
| Madre (Mother)                                                     | Simón Mesa Soto                    | Kolumbien, Schweden    | 14’            |
| A Moça Que Dançou Com o Diabo (The Girl who Danced with the Devil) | João Paulo Miranda Maria           | Brasilien              | 14’            |
| Il Silenzio (The Silence)                                          | Farnoosh Samadi Ali Asgari         | Italien                | 15’            |
| Timecode                                                           | Juanjo Giménez                     | Spanien                | 15’            |

### Cinéfondation
Für die 1998 ins Leben gerufene Reihe Cinéfondation werden Kurzfilmarbeiten aus der ganzen Welt ausgewählt, darunter sowohl Animations- als auch Realfilme. Das Programm richtet sich an Filmstudenten. Als Jury fungierte die Kurzfilmjury um Naomi Kawase. Es wurden drei Preise vergeben.
Insgesamt wurden ca. 2300 Werke eingereicht. Davon kamen folgende 18 Kurzfilme (darunter vier Animationsfilme) in die offizielle Auswahl:
| Film                                                    | Regie                  | Land (Hochschule)                                                          | Länge (in min) |
| ------------------------------------------------------- | ---------------------- | -------------------------------------------------------------------------- | -------------- |
| 1 Kilogram                                              | Park Young-ju          | Südkorea (Korea National University of Arts, Seoul)                        | 29’            |
| Ailleurs (Somewhere)                                    | Mélody Boulissière     | Frankreich (École nationale supérieure des arts décoratifs, Paris)         | 6’             |
| The Alan Dimension                                      | Jac Clinch             | Vereinigtes Königreich (National Film and Television School, Beaconsfield) | 8’             |
| Anna                                                    | Or Sinai               | Israel (The Sam Spiegel Film & TV School, Jerusalem)                       | 24’            |
| Aram                                                    | Fereshteh Parnian      | Frankreich (Université Lumière Lyon 2)                                     | 17’            |
| Bei Wind und Wetter (Whatever the Weather)              | Remo Scherrer          | Schweiz (Hochschule Luzern – Design & Kunst)                               | 17’            |
| Business                                                | Malena Vain            | Argentinien (Universidad del Cine, Buenos Aires)                           | 20’            |
| La culpa probablemente (The Guilt, Probably)            | Michael Labarca        | Venezuela (Universidad de los Andes, Mérida)                               | 22’            |
| Dobro (Fine)                                            | Marta Hernaiz Pidal    | Bosnien und Herzegowina (film.factory)                                     | 15’            |
| Gabber Lover                                            | Anna Cazenave Cambet   | Frankreich (La fémis, Paris)                                               | 13’            |
| Gudh (Nest)                                             | Saurav Rai             | Indien (Satyajit Ray Film & TV Institute, Kolkata)                         | 28’            |
| In the Hills                                            | Hamid Ahmadi           | Vereinigtes Königreich (London Film School)                                | 21             |
| A nyalintás nesze (The Noise of Licking)                | Nadja Andrasev         | Ungarn (Moholy-Nagy University of Art and Design, Budapest)                | 9’             |
| Poubelle (Trash)                                        | Alexandre Gilmet       | Belgien (INSAS, Brüssel)                                                   | 19’            |
| Las razones del mundo (The Reasons in the World)        | Ernesto Martínez Bucio | Mexiko (Centro de Capacitación Cinematográfica, Mexiko-Stadt)              | 37’            |
| La Santa che Dorme (The Sleeping Saint)                 | Laura Samani           | Italien (Centro Sperimentale di Cinematografia, Rom)                       | 19’            |
| Submarine                                               | Mounia Akl             | Vereinigte Staaten (Columbia University School of the Arts, New York)      | 21’            |
| Toate fluviile curg în mare (All Rivers Run to the Sea) | Alexandru Badea        | Rumänien (I.L. Caragiale UNATC, Bukarest)                                  | 24’            |

### Semaine de la critique

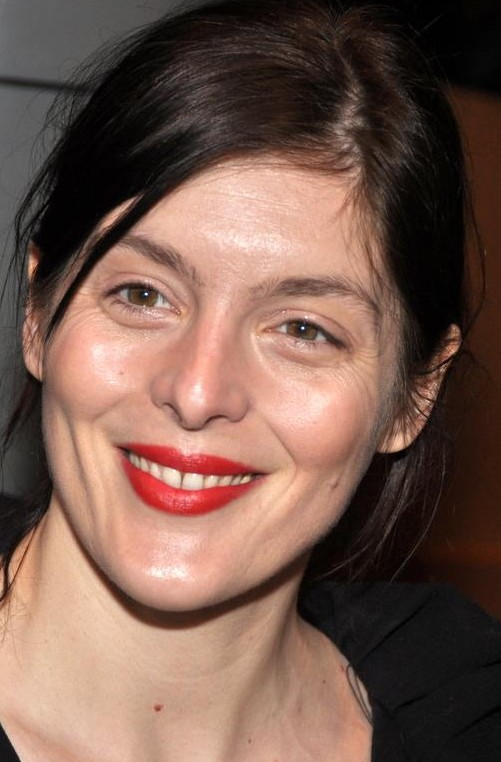
Valérie Donzelli, Jurypräsidentin der Nebenreihe Semaine de la critique

Parallel zur Vergabe der Goldenen Palme widmet sich die seit 1962 bestehende Nebensektion Semaine de la critique (12. bis 20. Mai 2016) der Entdeckung neuer Talente. Ausgerichtet vom Syndicat français de la critique de cinéma konkurrieren ausschließlich Erstlingsfilme oder Zweitwerke junger Regisseure. Der Wettbewerb umfasste in der Vergangenheit stets sieben Spielfilme und sieben Kurzfilmarbeiten, die seit 1990 mit verschiedenen Preisen ausgezeichnet werden. Begleitet wird die „internationale Kritikerwoche“ von Sonderaufführungen zahlreicher Kurzfilme.
2016 wurde als Jurypräsidentin die französische Schauspielerin und Filmemacherin Valérie Donzelli berufen. Ihr standen bei der Vergabe der Preise die Regisseure Alice Winocour (Frankreich), Nadav Lapid (Israel), David Robert Mitchell (USA) und Santiago Mitre (Argentinien) zur Seite.
Die Programmauswahl wurde am 18. April 2016 offiziell bekanntgegeben.

#### Langfilme
| Film                               | Regie                | Land                                                     | Darsteller (Auswahl)                              |
| ---------------------------------- | -------------------- | -------------------------------------------------------- | ------------------------------------------------- |
| Diamond Island                     | Davy Chou            | Kambodscha, Frankreich, Deutschland, Thailand, Qatar     | Sobon Nuon, Cheanick Nov, Madeza Chhem            |
| Familienglück (Albüm)              | Mehmet Can Mertoğlu  | Türkei, Frankreich, Rumänien, Deutschland                | Şebnem Bozoklu, Murat Kılıç, Muttalip Müjdeci     |
| Raw (Grave)                        | Julia Ducournau      | Frankreich, Belgien                                      | Garance Marillier, Ella Rumpf, Rabah Naït Oufella |
| Mimosas                            | Óliver Laxe          | Spanien, Marokko, Frankreich, Qatar                      | Ahmed Hammoud, Shakib Ben Omar, Said Aagli        |
| Shavua ve yom (One Week and a Day) | Asaph Polonsky       | Israel                                                   | Shai Avivi, Evgenia Dodina, Tomer Kapon           |
| Tramontane                         | Vatche Boulghourjian | Libanon, Frankreich, Vereinigte Arabische Emirate, Qatar | Barakat Jabbour, Julia Kassar, Michel Adabashi    |
| A Yellow Bird                      | K. Rajagopal         | Singapur, Frankreich                                     | Sivakumar Palakrishnan, Huang Lu, Seema Biswas    |

#### Kurzfilme
| Film                               | Regie                 | Land                     | Länge (in min) |
| ---------------------------------- | --------------------- | ------------------------ | -------------- |
| Arnie                              | Rina B. Tsou          | Taiwan, Philippinen      | 24’            |
| Ascensão                           | Pedro Peralta         | Portugal                 | 18’            |
| Campo de Viboras                   | Cristèle Alves Meira  | Portugal, Frankreich     | 20’            |
| O Delírio é A Redenção Dos Aflitos | Fellipe Fernandes     | Brasilien                | 21’            |
| L’enfance d’un chef                | Antoine de Bary       | Frankreich               | 15’            |
| Limbo                              | Konstantina Kotzamani | Griechenland, Frankreich | 30’            |
| Oh What a Wonderful Feeling        | François Jaros        | Kanada                   | 15’            |
| Prenjak                            | Wregas Bhanuteja      | Indonesien               | 13’            |
| Le soldat vierge                   | Erwan Le Duc          | Frankreich               | 39’            |
| Superbia                           | Luca Tóth             | Ungarn                   | 16’            |

#### Sonderaufführungen
- Eröffnungsfilm: Victoria – Männer & andere Missgeschicke (Victoria) – Regie: Justine Triet (Frankreich)
- Abschlussfilme:
  - Bonne figure – Regie: Sandrine Kiberlain (Frankreich)
  - En Moi – Regie: Laetitia Casta (Frankreich)
  - Kitty – Regie: Chloë Sevigny (Vereinigte Staaten)
- Séance 50+5:
  - Los pasos del agua – Regie: César Augusto Acevedo (Kolumbien)
  - Myomano Shel Tzalam Hatonot (From The Diary Of A Wedding Photographer) – Regie: Nadav Lapid (Israel)
- Sonderaufführungen:
  - I tempi felici verranno presto (Happy Times Will Come Soon) – Regie: Alessandro Comodin (Italien)
  - Apnée – Regie: Jean-Christophe Meurisse (Frankreich)

### Quinzaine des réalisateurs
Die Nebenreihe Quinzaine des Réalisateurs (dt.: „Zwei Wochen der Regisseure“) wurde 1969 in Anlehnung an die ein Jahr zuvor stattgefundenen Maiunruhen ins Leben gerufen und wird von der Société des réalisateurs de films (SRF) organisiert. Gezeigt werden Langfilme (Dokumentar- und Spielfilme) sowie eine Vielzahl an Kurzfilmen aus aller Welt, ohne dass ein Preis vergeben wird.
Die Programmauswahl wurde am 19. April 2016 offiziell bekanntgegeben.

#### Langfilme
| Film                                                | Regie                | Land                                    | Darsteller (Auswahl)                                     |
| --------------------------------------------------- | -------------------- | --------------------------------------- | -------------------------------------------------------- |
| Divines                                             | Houda Benyamina      | Frankreich                              | Oulaya Amamra, Majdouline Idrissi, Déborah Lukumuena     |
| Dog Eat Dog                                         | Paul Schrader        | Vereinigte Staaten                      | Christopher Matthew Cook, Nicolas Cage, Willem Dafoe     |
| Der Effekt des Wassers (L’effet aquatique)          | Sólveig Anspach      | Frankreich, Island                      | Florence Loiret Caille, Samir Guesmi, Didda Jonsdottir   |
| Endless Poetry (Poesía Sin Fin)                     | Alejandro Jodorowsky | Chile, Frankreich, Japan                | Brontis Jodorowsky, Adan Jodorowsky, Jeremias Herskovits |
| Fiore                                               | Claudio Giovannesi   | Italien                                 | Aniello Arena, Daphne Scoccia, Josciua Algeri            |
| Mein Leben als Zucchini (Ma vie de courgette)       | Claude Barras        | Schweiz, Frankreich                     | Animationsfilm                                           |
| Mean Dreams                                         | Nathan Morlando      | Kanada                                  | Sophie Nélisse, Josh Wiggins, Bill Paxton                |
| Mercenaire                                          | Sacha Wolff          | Frankreich                              | Toki Pilioko, Iliana Zabeth, Laurent Pakihivatau         |
| Neruda                                              | Pablo Larraín        | Frankreich, Chile, Spanien, Argentinien | Gael García Bernal, Alfredo Castro, Luis Gnecco          |
| Die Ökonomie der Liebe (L’économie du couple)       | Joachim Lafosse      | Belgien, Frankreich                     | Bérénice Bejo, Cédric Kahn, Margaux Soentjens            |
| Die Überglücklichen (La pazza gioia)                | Paolo Virzì          | Italien, Frankreich                     | Valeria Bruni Tedeschi, Micaela Ramazzotti, Anna Galiena |
| Raman Raghav 2.0                                    | Anurag Kashyap       | Indien                                  | Nawazuddin Siddiqui, Sobhita Dhulipala, Vicky Kaushal    |
| Risk                                                | Laura Poitras        | Vereinigte Staaten                      | Dokumentarfilm                                           |
| Tour de France                                      | Rachid Djaïdani      | Frankreich                              | Gérard Depardieu, Sadek, Louise Grinberg                 |
| Träum was Schönes – Fai Bei Sogni (Fai bei sogni)   | Marco Bellocchio     | Italien, Frankreich                     | Valerio Mastandrea, Bérénice Bejo, Fabrizio Gifuni       |
| Rendezvous mit einem Eisbär (Two Lovers and a Bear) | Kim Nguyen           | Kanada                                  | Dane DeHaan, Tatiana Maslany, Gordon Pinsent             |
| Les vies de Thérèse                                 | Sébastien Lifshitz   | Frankreich                              | Dokumentarfilm                                           |
| Wolf and Sheep                                      | Shahrbanoo Sadat     | Dänemark                                |                                                          |

#### Kurzfilme
| Film                   | Regie                         | Land        | Länge (in min) |
| ---------------------- | ----------------------------- | ----------- | -------------- |
| Abigail                | Isabel Penoni Valentina Homem | Brasilien   | 17’            |
| Chasse royale          | Lise Akoka Romane Gueret      |             | 28’            |
| Decorado               | Alberto Vásquez               | Frankreich  | 11’            |
| Habat Shel Hakala      | Tamar Rudoy                   | Israel      | 15’            |
| Happy End              | Jan Saska                     | Tschechien  | 6’             |
| Hitchhiker             | Jero Yun                      | Südkorea    | 20’            |
| Import                 | Ena Sendijarević              | Niederlande | 17’            |
| Kindil el Bahr         | Damien Ounouri                |             | 40’            |
| Léthé                  | Dea Kulumbegaschwili          | Georgien    | 15’            |
| Listening to Beethoven | Garri Bardine                 |             | 10’            |
| Zvir                   | Miroslav Sikavica             | Kroatien    | 14’            |

## Caméra d’Or
Mit der Caméra d’Or („Goldene Kamera“) wird seit 1978 der beste Debütfilm eines Regisseurs ausgezeichnet, unabhängig in welcher Sektion dieser vertreten ist. Der internationalen Jury stand die französische Filmemacherin Catherine Corsini vor. Unterstützt wurde sie von den Jurymitgliedern Jean-Christophe Berjon (Mitglied der Syndicat français de la critique de cinéma), Oleksandr Rodnjanskyj (eingeladener ukrainischer Filmproduzent), Isabelle Frilley (Mitglied der FICAM) und Jean-Marie Dreujou (Mitglied der AFC). Ausgezeichnet wurde der Film Divines der Franko-Marokkanerin Houda Benyamina aus der Reihe Quinzaine des réalisateurs.

## Preisträger
Wettbewerb – Bester Spielfilm

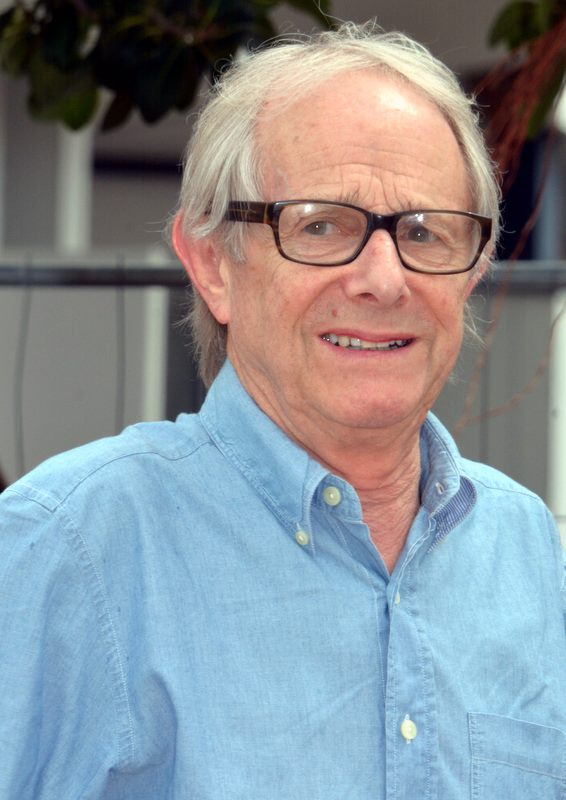
Ken Loach wurde mit der Goldenen Palme ausgezeichnet

- Goldene Palme für den besten Film: I, Daniel Blake – Regie: Ken Loach
- Großer Preis der Jury: Xavier Dolan (Juste la fin du monde)
- Preis der Jury: Andrea Arnold (American Honey)
- Beste Regie: Cristian Mungiu (Bacalaureat) und Olivier Assayas (Personal Shopper)
- Beste Darstellerin: Jaclyn Jose (Ma’Rosa)
- Bester Darsteller: Shahab Hosseini (Forushande)
- Bestes Drehbuch: Asghar Farhadi (Forushande)

Wettbewerb – Bester Kurzfilm:
- Goldene Palme: Timecode – Regie: Juanjo Giménez
- Lobende Erwähnung: A Moça Que Dançou Com o Diabo (The Girl who Danced with the Devil) – Regie: João Paulo Miranda Maria

Bestes Erstlingswerk:
- Caméra d’Or: Divines – Regie: Houda Benyamina

Preise der Sektion „Un Certain Regard“:
- Hauptpreis: Der glücklichste Tag im Leben des Olli Mäki (Hymyilevä mies) – Regie: Juho Kuosmanen
- Preis der Jury: Fuchi ni tatsu (Harmonium) – Regie: Kōji Fukada
- Beste Regie: Captain Fantastic – Einmal Wildnis und zurück (Captain Fantastic) – Regie: Matt Ross
- Bestes Drehbuch: Delphine Coulin und Muriel Coulin – Die Welt sehen (Voir du Pays)
- Spezialpreis: Die rote Schildkröte (La tortue rouge) – Regie: Michael Dudok de Wit

Preise der Sektion „Semaine de la critique“:
- „Grand Prix Nespresso de la Semaine de la Critique“: Mimosas – Regie: Óliver Laxe
- „France 4 Visionary Award“: Albüm – Regie: Mehmet Can Mertoğlu
- „Leica Cine Discovery Prize“ – Bester Kurzfilm: Prenjak – Regie: Wregas Bhanuteja
- Gan Foundation Award for Distribution: Sophie Dulac, französische Verleiherin für Shavua ve yom (One Week and a Day) – Regie: Asaph Polonsky
- „Prix SACD“: Diamond Island – Regie und Drehbuch: Davy Chou und Claire Maugendre
- „Grand Prix Canal+“ für den besten Kurzfilm: L’enfance d’un chef – Regie: Antoine de Bary

Weitere Preise
FIPRESCI-Preis:
- Wettbewerb: Toni Erdmann – Regie: Maren Ade
- Reihe Un Certain Regard: Caini (Dogs) – Regie: Bogdan Mirică
- Reihe Semaine de la critique: Raw (Grave) – Regie: Julia Ducournau

Preis der Ökumenischen Jury
- Preis der Ökumenischen Jury: Einfach das Ende der Welt – Regie: Xavier Dolan
- Lobende Erwähnung der Ökumenischen Jury: American Honey – Regie: Andrea Arnold